# Jardin Louise-Weber-dite-La-Goulue
Le jardin Louise Weber dite La Goulue, autrefois dénommé « jardin Burq » ou « square de la rue Burq », est un espace vert situé sur la butte Montmartre, dans le 18e arrondissement de Paris (France).

### Liens externes

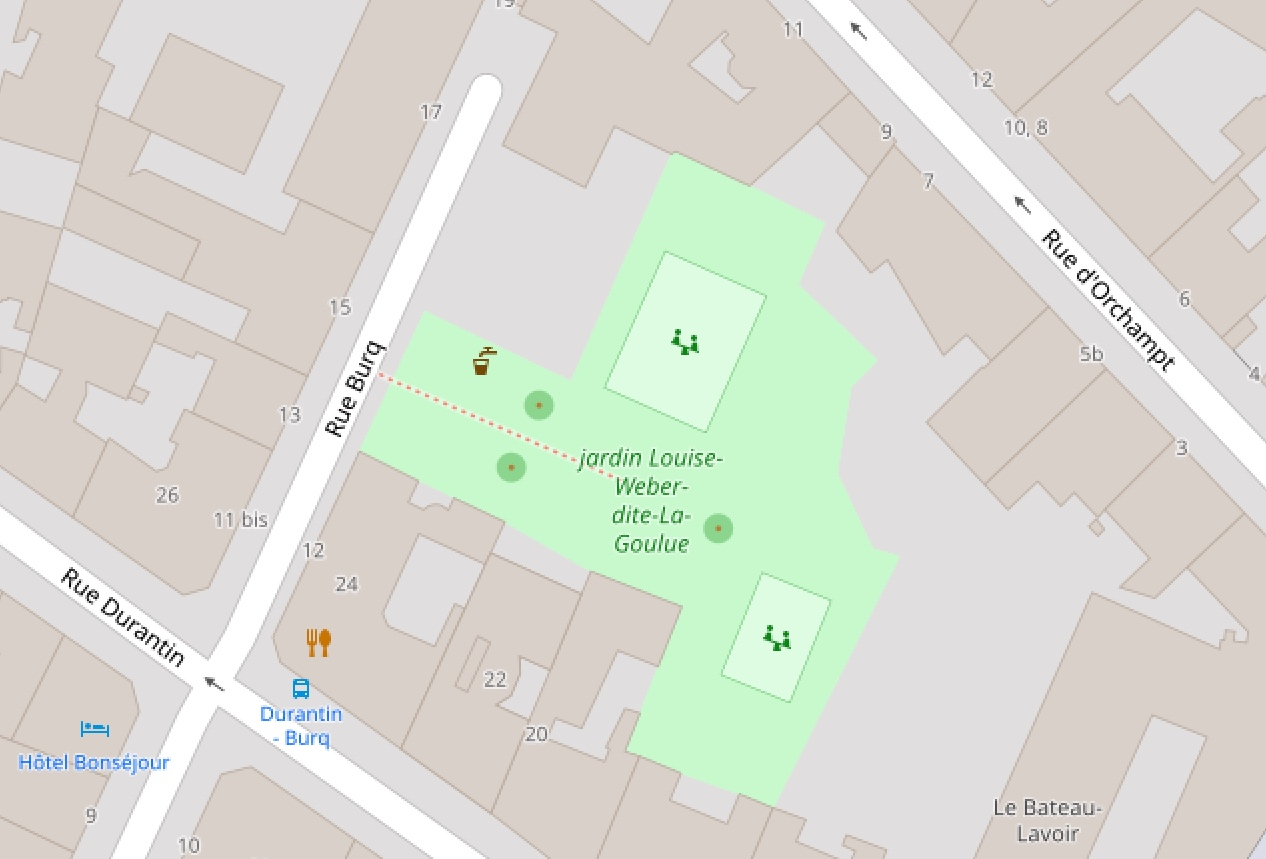
Le jardin Louise Weber sur le plan de Paris.

## Historique
Le jardin est créé en 1985.
En 2018, un petit terrain de football est installé dans le parc, à la place d'un bloc de jeux pour enfants. Une centaine de riverains demandent la désinstallation du stade, et le footballeur professionnel Vikash Dhorasoo intervient également pour demander son maintien.
Il porte depuis février 2021 le nom de la danseuse montmartroise Louise Weber par délibération du Conseil de Paris. Il était autrefois dénommé « jardin Burq » ou « square de la rue Burq »,.

## Situation et accès
Le jardin Louise Weber, accessible par le 14, rue Burq, dans le quartier de Montmartre, est desservi par la ligne de métro 12 à la station Abbesses, ainsi que par la ligne de bus 40, la seule à circuler sur la butte Montmartre, à l'arrêt Durantin-Burq.
Aménagé en terrasses agrémentées de jardinières odorantes sur presque 2 000 m2, il est adapté aux enfants qui y disposent de jeux divers et d'un bac à sable.
On peut y voir la façade arrière du Bateau-Lavoir, la célèbre cité d'artistes de Montmartre qui abrita notamment Picasso et Modigliani.